# Elecciones generales de Italia de 1909
Las elecciones generales se celebraron en Italia el 7 de marzo de 1909, con una segunda ronda de votación el 14 de marzo. El bloque de izquierda "ministerial" siguió siendo el más grande en el Parlamento, ganando 329 de los 508 escaños.

## Sistema electoral
La elección se llevó a cabo utilizando 508 distritos electorales uninominales. Sin embargo, antes de las elecciones, la ley electoral fue enmendada para que los candidatos necesitaran solo una mayoría absoluta de votos para ganar su circunscripción, aboliendo el segundo requisito de recibir los votos de al menos una sexta parte de los votantes registrados.

## Contexto histórico
El líder de derecha Sidney Sonnino sucedió al protegido de Giolitti, Alessandro Fortis, como primer ministro en 1906. Pero su gabinete tuvo una breve vida; de todos modos Sonnino formó una alianza con Francia sobre la expansión colonial en el norte de África. Su gobierno duró solo unos meses.
Después de la renuncia de Sonnino, Giovanni Giolitti regresó al poder en 1906. Muchos críticos acusaron a Giolitti de manipular las elecciones, acumulando mayorías con el sufragio restringido en ese momento, utilizando a los prefectos como sus contendientes. Sin embargo, sí refinó la práctica en las elecciones de 1904 y 1909 que dieron a los liberales mayorías seguras.
En las elecciones, La Derecha perdió su importante cargo en el Parlamento, reemplazada por el Partido Radical de Ettore Sacchi, que se convirtió en aliado de Giolitti y del Partido Socialista Italiano de Filippo Turati, que continuó su fuerte oposición a los gobiernos de Izquierda.

## Partidos y líderes
| Partido | Partido                           | Ideología                             | Líder               |
| ------- | --------------------------------- | ------------------------------------- | ------------------- |
|         | Izquierda histórica               | Liberalismo, Centrismo                | Giovanni Giolitti   |
|         | Partido Socialista Italiano       | Socialismo, Socialismo revolucionario | Filippo Turati      |
|         | Partido Radical Italiano          | Radicalismo, Republicanismo           | Ettore Sacchi       |
|         | Derecha histórica                 | Conservadurismo, Monarquismo          | Sidney Sonnino      |
|         | Partido Republicano Italiano      | Republicanismo, Radicalismo           | Napoleone Colajanni |
|         | Unión Electoral Católica Italiana | Clericalismo, Democracia cristiana    | Ottorino Gentiloni  |

## Resultados
|  | 54,03 % |

|  | 18,87 % |

|  | 9,84 % |

|  | 5,86 % |

|  | 4,42 % |

|  | 3,96 % |

|  | 2,24 % |

|  | 0,78 % |

|  | 96,77 % |

|  | 3,23 % |

|  | 100 % |

|  | 64,96 % |

### Primer partido por región
| Región           | 1er Lugar | 1er Lugar | 2.º Lugar | 2.º Lugar | 3er Lugar | 3er Lugar |
| ---------------- | --------- | --------- | --------- | --------- | --------- | --------- |
| Abruzzi e Molise |           | Izquierda |           | PSI       |           | PR        |
| Apulia           |           | Izquierda |           | PSI       |           | PR        |
| Basilicata       |           | Izquierda |           | PSI       |           | PR        |
| Calabria         |           | Izquierda |           | PR        |           | PSI       |
| Campania         |           | Izquierda |           | PR        |           | PSI       |
| Emilia-Romaña    |           | PSI       |           | Izquierda |           | PR        |
| Lacio            |           | Izquierda |           | PSI       |           | PR        |
| Liguria          |           | Izquierda |           | PSI       |           | PR        |
| Lombardía        |           | Izquierda |           | PSI       |           | PR        |
| Marcas           |           | Izquierda |           | PSI       |           | PR        |
| Piamonte         |           | Izquierda |           | PSI       |           | PR        |
| Cerdeña          |           | Izquierda |           | PSI       |           | PR        |
| Sicilia          |           | Izquierda |           | PR        |           | PSI       |
| Toscana          |           | PSI       |           | Izquierda |           | PR        |
| Umbría           |           | PSI       |           | Izquierda |           | PR        |
| Véneto           |           | Izquierda |           | PSI       |           | PR        |